# 黒船来航

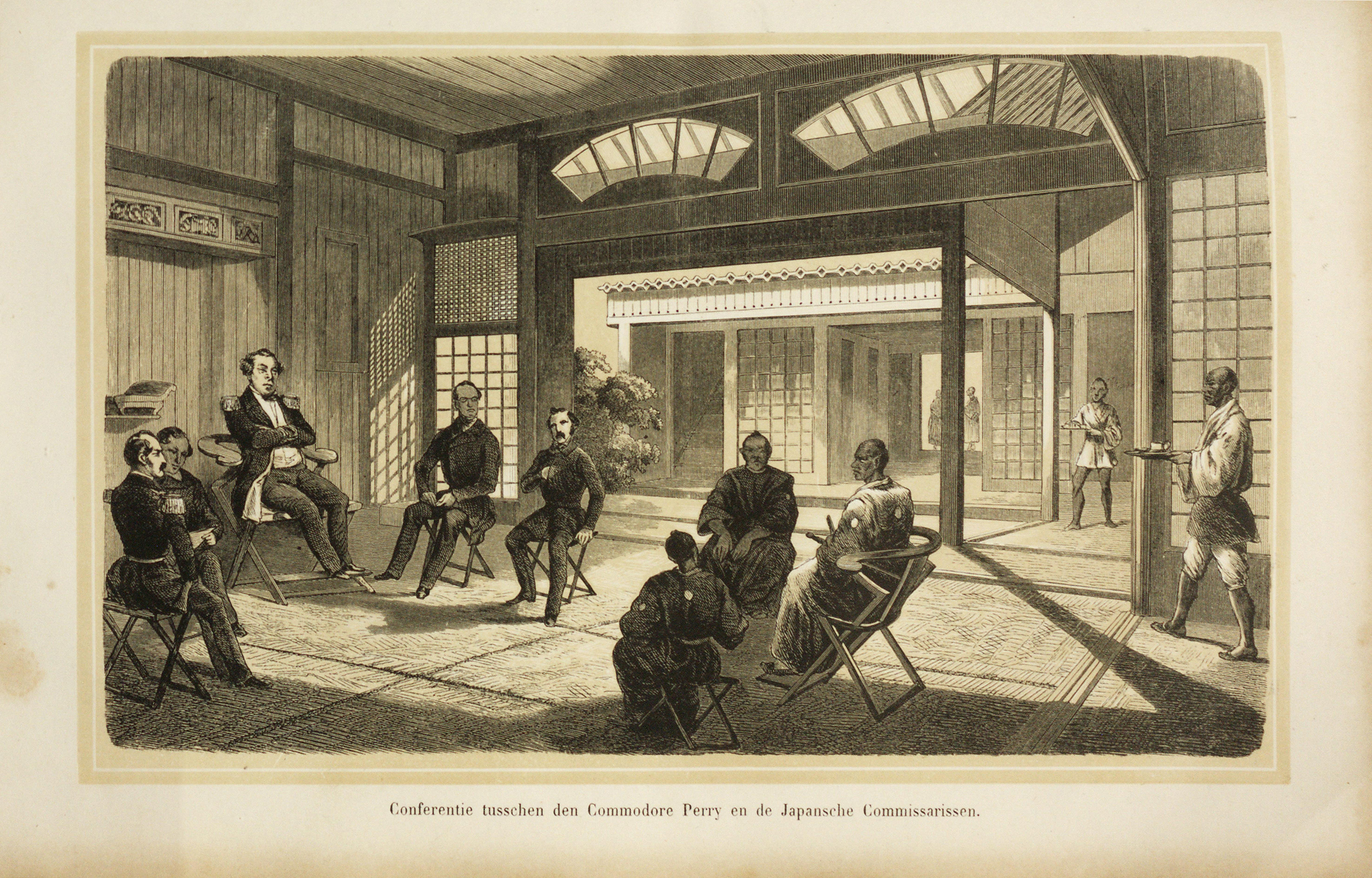
ペリーとオランダ語を介しての交渉の様子（場所不明）

黒船来航（くろふねらいこう）は、嘉永6年（1853年）に代将マシュー・ペリーが率いるアメリカ合衆国海軍東インド艦隊の蒸気船2隻を含む艦船4隻が日本に来航した事件。艦隊は江戸湾入り口の浦賀（神奈川県横須賀市浦賀）沖に停泊し、一部は測量と称して江戸湾奥深くまで侵入した。結果、幕府はペリー一行の久里浜への上陸を認め、そこでアメリカ合衆国大統領国書が幕府に渡され、翌年の日米和親条約締結に至った。日本ではおもに、この事件から大政奉還までを「幕末」と呼んでいる。

## 背景

### アメリカ合衆国のアジアへの進出
産業革命を迎えた西ヨーロッパ各国は、大量生産された工業品の輸出拡大の必要性から、インドを中心に東南アジアと中国大陸の清への市場拡大を急いでいたが、のちにそれは熾烈な植民地獲得競争となる。

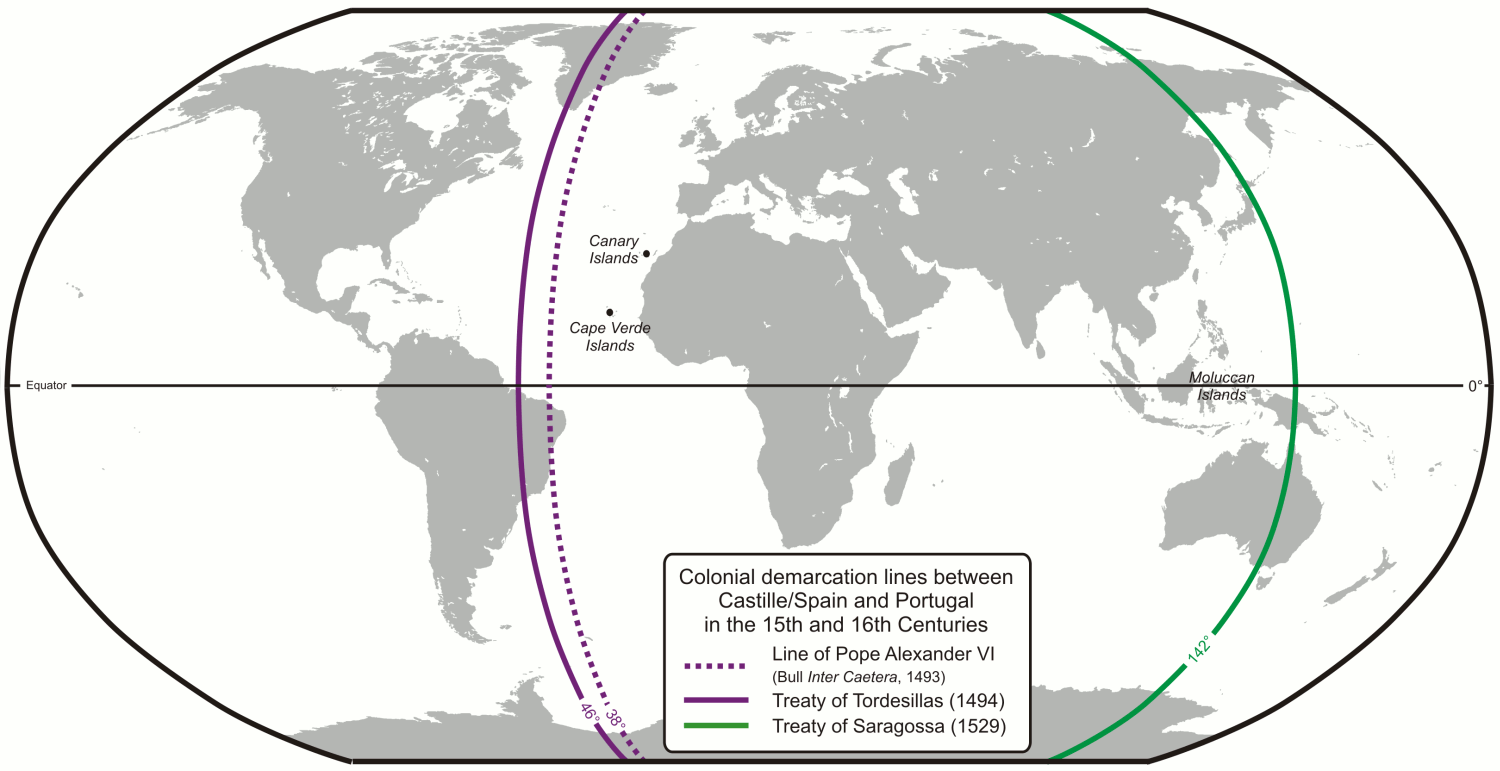
1494年のトルデシリャス条約で定められた子午線（紫）と1529年のサラゴサ条約で定められた、モルッカ諸島の子午線（緑）

しかし、すでに15世紀には地球球体説を基にヴァスコ・ダ・ガマ等の航海によって、我々の住む大地すなわち「地球が球体である」ということを理解していた欧州の国々は、クリストファー・コロンブスによる新大陸発見に伴いトルデシリャス条約(1494年6月7日)やサラゴサ条約（1529年4月22日）を結び、「(当時の)子午線の東側の新領土がポルトガルに、西側がスペインに属する」と取り決めていた。その後、大航海時代が訪れるとイギリスやフランス、スペインからの独立を果たしたオランダといった後発諸国がポルトガルやスペインの衰えに伴って境界線にあたる土地へ進出し、国威の興隆や戦争などに伴う各種条約によって各地を獲得していた。

日清戦争が始まる以前、1885年時点の植民地

幕末当時は、市場拡大競争にはイギリス優勢のもとフランスなどが先んじており、インドや東南アジアに拠点を持たないアメリカ合衆国は出遅れていた。
当時の人口は、アメリカ合衆国が1833年に約1,416万人、清が約4億人、日本が1834年に約2,760万人であった。
アメリカは1833年にシャムとマスカットとの条約を締結することにようやく成功した。1835年には日本と清との条約締結のために特使を派遣することとし、このときに東インド艦隊が設立されている。この試みは成功しなかったが、アヘン戦争後の1842年に清との間に望厦条約を締結し、清国市場へ進出することとなる。この条約の批准のために東インド艦隊司令官ジェームズ・ビドルが清に派遣されるが、ビドルは日本との条約交渉の任務もおびていた。このため、1846年（弘化3年）に浦賀に来航するが、条約を結ぶことはできなかった。

### 捕鯨船の物資補給を目的とした寄港地の確保
産業革命によって欧米の工場やオフィスは夜遅くまで稼動するようになり、その潤滑油やランプの灯火として、おもにマッコウクジラの鯨油が使用されていた。この需要を満たすため、欧米の国々は日本沿岸を含み世界中の海で捕鯨を盛んに行っていた。日本近海ではジャパン・グラウンドと呼ばれる伊豆諸島・小笠原諸島付近、カムチャツカ・グラウンドと呼ばれるカムチャツカ半島東方が好漁場として知られており、米国東海岸を基地とする捕鯨船は1年以上の航海を行うのが普通であった。当時の捕鯨船は船上で鯨油の抽出を行っていたため、大量の薪・水が必要であり、長期航海用の食料も含め、太平洋での補給拠点が求められていたが、アメリカも例外ではなかった。
加えて難破船の問題もあった。漂流民の保護は当時のアメリカ海軍の任務のひとつであり、1849年にはジェームス・グリンが難破した米国捕鯨船乗組員を受け取るために長崎に来航している。その費用の観点からも、太平洋に面する日本と条約を締結することは有利であった。

### 米墨戦争の影響

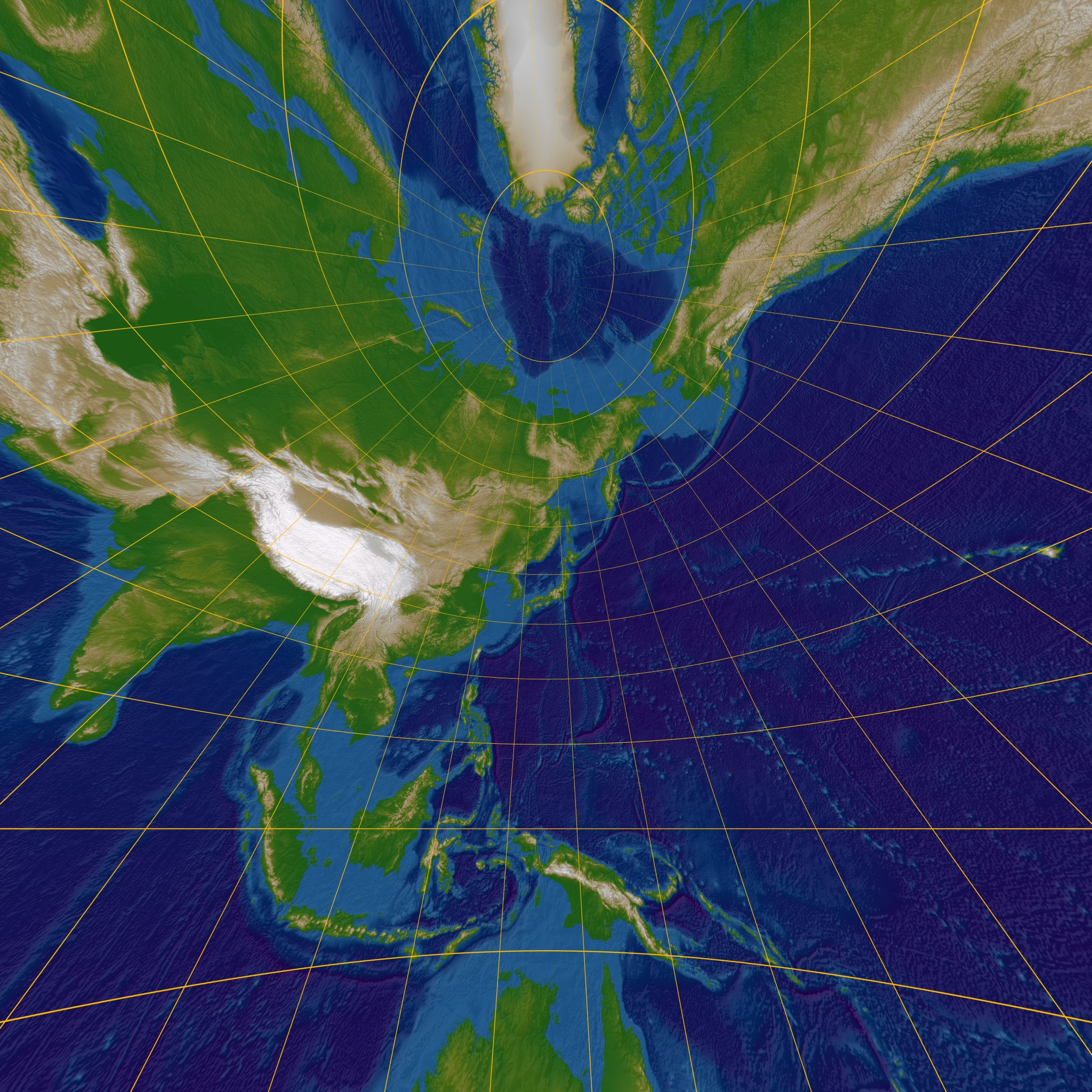
若狭湾沖を中心とする大圏図法

アメリカはすでに1846年にイギリスとの交渉でオレゴンの南半分をその領土としていたが、1846年 - 1848年の米墨戦争でカリフォルニアを獲得した。これによりアメリカは太平洋国家となり、巨大市場である清との貿易開拓が国家目標となった。アメリカ西海岸から中国に至る最短航路（大圏コース）は、西海岸から北上し、アリューシャン列島・千島列島沿いに南下、津軽海峡と対馬海峡を通過して上海付近に至るものである。
このため、津軽海峡に面した松前（実際に開港したのは箱館）に補給拠点をおくことが望まれた。さらに、米墨戦争での勝利により、それまで主力艦隊とされていたメキシコ湾艦隊の必要性が低下し、海軍は組織規模維持のため東インド艦隊の役割を拡大する必要が生じた。

### ペリー来航以前
- 1791年（寛政3年） - 冒険商人ジョン・ケンドリックが2隻の船とともに紀伊大島に上陸。日本を訪れた最初のアメリカ人。
- 1797年（寛政9年） - オランダがフランス革命戦争でフランスに占領されてしまったため、数隻のアメリカ船がオランダ国旗を掲げて出島での貿易を行う。1809年（文化6年）までに13回の来航が記録されている[5][† 2]。
- 1830年（天保元年） - 小笠原諸島の父島にナサニエル・セイヴァリーが上陸。
- 1835年（天保6年） - 大統領アンドリュー・ジャクソンは、エドマンド・ロバーツ（Edmund Roberts）を特命使節とし、清・日本との交渉のためにアジアに派遣したが、ロバーツは中国で死亡した。ロバーツをアジアに送り届けるため、東インド艦隊が編成された[6]。
- 1837年（天保8年） - アメリカ商人チャールズ・キングが商船モリソン号で音吉など漂流民を日本に送り届けるため浦賀に渡航。1808年に長崎でイギリス軍艦の起こしたフェートン号事件以降の異国船打払令に基づき、日本側砲台がモリソン号を砲撃した（モリソン号事件）。
- 1842年（天保13年） - アヘン戦争で清が敗れ、イギリスの強さを知った幕府は異国船打払令を廃止し、遭難船を救済する薪水給与令を定めた[7]。
- 1844年（天保15年）7月29日、オランダ政府はオランダ国王の親書を軍艦で江戸幕府に届ける旨をあらかじめ商船船長のヒイトル・アオヘルト・ヒツキから江戸幕府に通知させたうえ、8月15日には軍艦長ハーエス・コープスがこれを届けた。親書は江戸幕府が鎖国を解くよう、またオランダ船やその船員、日本人に対する待遇を改善するよう求めたもので、美術品や地図、植物図鑑、天文学書などが付されていた[8]。
- 1845年（弘化2年） - 捕鯨船マンハッタン号が、22人の日本人漂流民を救助し、船長マーケイター・クーパーは浦賀への入港を許可され浦賀奉行と対面した。
- 1846年（弘化3年）閏5月 - アメリカ東インド艦隊司令官ジェームズ・ビドルがコロンバス号、ビンセンス号の2隻の軍艦を率いて浦賀に渡航し通商を求めるも拒否される。米軍艦の初の日本寄港であった。
- 1846年（弘化3年） - アメリカ捕鯨船ローレンス号の乗員、択捉島に漂着。翌年長崎でオランダ船に引き渡される。
- 1848年（嘉永元年） - アメリカ捕鯨船ラゴダ号の乗員、西蝦夷地に漂着。ローレンス号の乗員と同じく長崎に護送されるが、脱走を試みるなどしたため、入牢させられる。これがアメリカには、「アメリカ人が虐待されている」と伝わる。
- 1848年（嘉永元年） - ラナルド・マクドナルド、日本人に英語を教えようと、自らの意志で密入国。
- 1849年（嘉永2年） - 東インド艦隊のジェームス・グリンを艦長とするアメリカ軍艦プレブル号が長崎に渡航し、前年に漂着したラゴダ号の船員とマクドナルドを受け取り退去する。このとき、グリンの示した「毅然たる態度」が、のちのペリーの計画に影響を与える。

### オーリックに対する日本開国指令と解任
1851年5月29日（嘉永4年4月30日）、大統領・フィルモアは、日本の開国と通商関係を結ぶことを目指し、東インド艦隊司令官の代将ジョン・オーリックに遣日特使としてその任務 を与え、1851年6月8日に蒸気フリゲート「サスケハナ」は東インド艦隊の旗艦となるべく極東に向かって出発した。しかし、オーリックはサスケハナの艦長とトラブルを起こしたことで解任され、1852年2月、代将マシュー・カルブレース・ペリーにその任が与えられた。

## 嘉永6年の来航

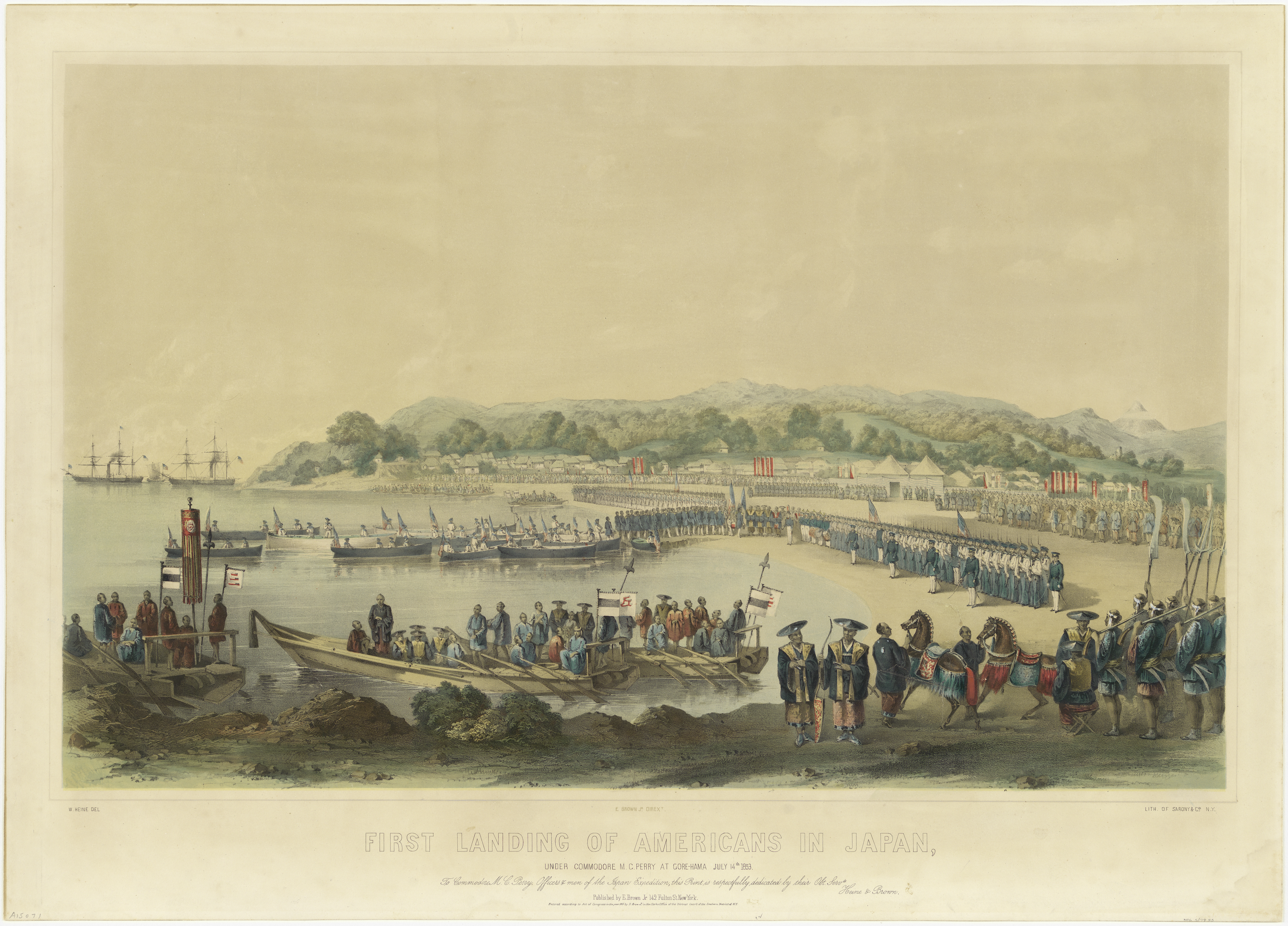
1853年7月14日、ペリー提督一行初上陸の図。

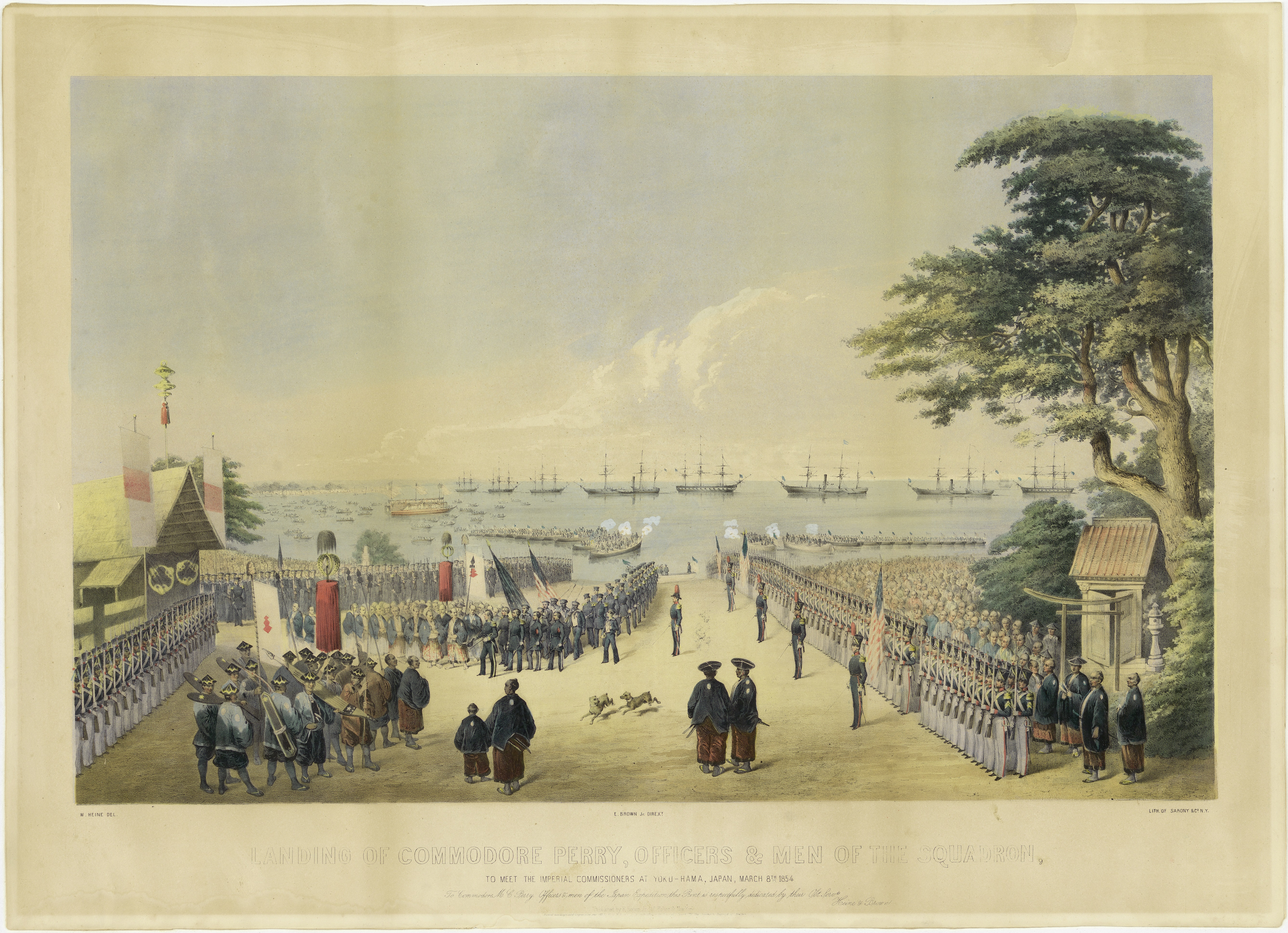
嘉永7年（1854年）横浜への黒船来航
随行筆記した画家ヴィルヘルム・ハイネによるリトグラフ

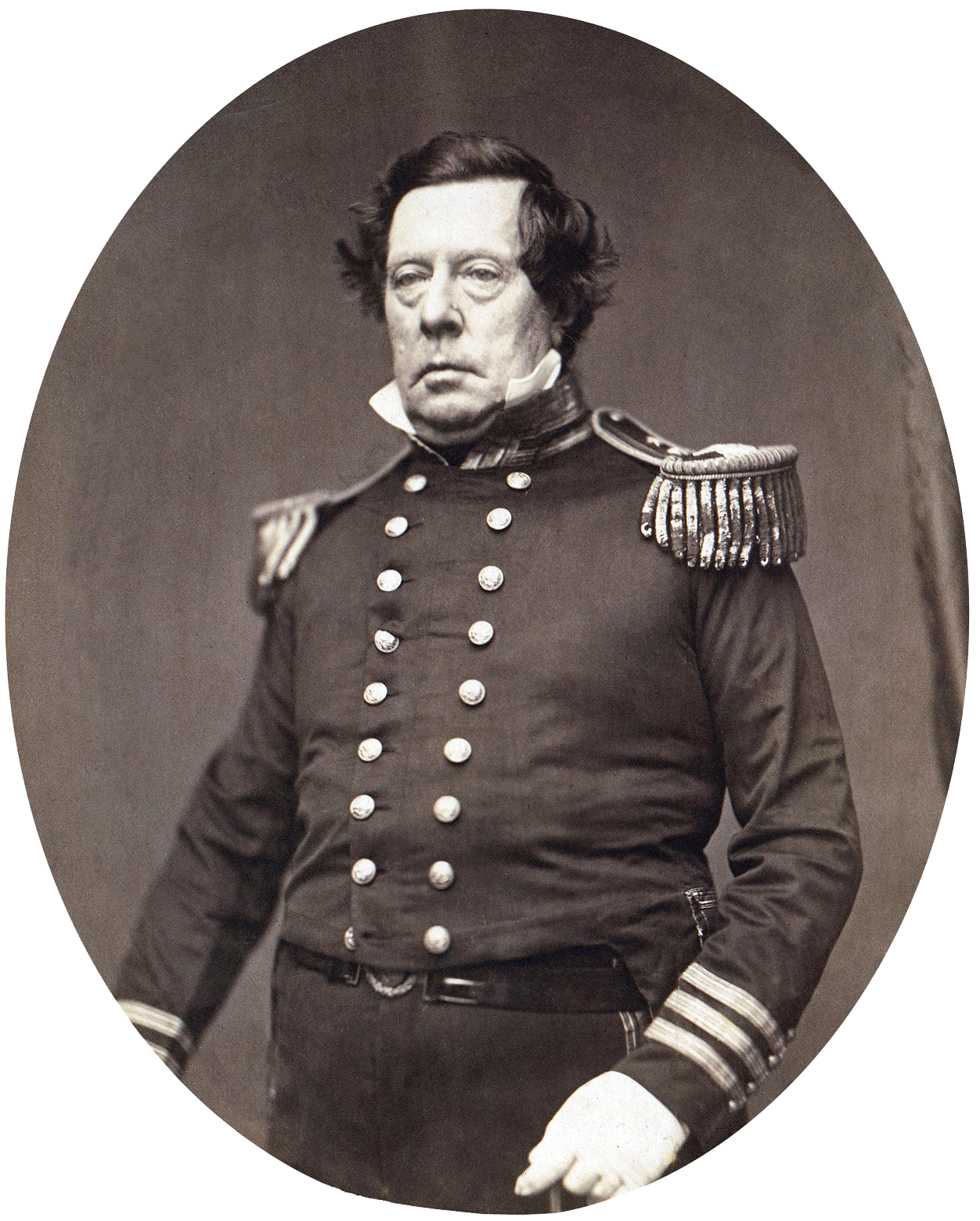
マシュー・ペリー

ペリーは、海軍長官ケネディから1852年11月13日（嘉永5年10月3日）付で訓令を受けている。そのおもな内容は、対日使命遂行のため広範な自由裁量権の行使、日本沿岸および隣接大陸や諸島の探検をし、行く先々の諸国や諸地方の社会・政治・商業状況、特に商業の新しい対象について、できうる限りの情報を収集することなどである。

### ペリーの計画
ペリーは日本開国任務が与えられる2年近く前の1851年1月、日本遠征の独自の基本計画を海軍長官ウィリアム・アレクサンダー・グラハムに提出していた。そこで彼は、以下のように述べている。
- 任務成功のためには4隻の軍艦が必要で、そのうち3隻は大型の蒸気軍艦であること。
- 日本人は書物で蒸気船を知っているかもしれないが、目で見ることで近代国家の軍事力を認識できるだろう。
- 中国人に対したのと同様に、日本人に対しても「恐怖に訴える方が、友好に訴えるより多くの利点があるだろう」ということ。
- オランダが妨害することが想定されるため、長崎での交渉は避けるべきである。

日本開国任務が与えられると、計画はさらに大がかりになり、東インド艦隊所属の「サスケハナ」「サラトガ」（帆走スループ）、「プリマス」（USS Plymouth 同）に加え、本国艦隊の蒸気艦4隻、帆走戦列艦1隻、帆走スループ2隻、帆走補給艦3隻からなる合計13隻の大艦隊の編成を要求した。しかし、予定した本国艦隊の蒸気軍艦4隻のうち、使用できるのは「ミシシッピ」のみであった。さらに戦列艦は費用がかかりすぎるため除外され、代わりに西インドから帰国したばかりの蒸気フリゲート「ポーハタン」が加わることとなった。

### オランダによる来航の予告

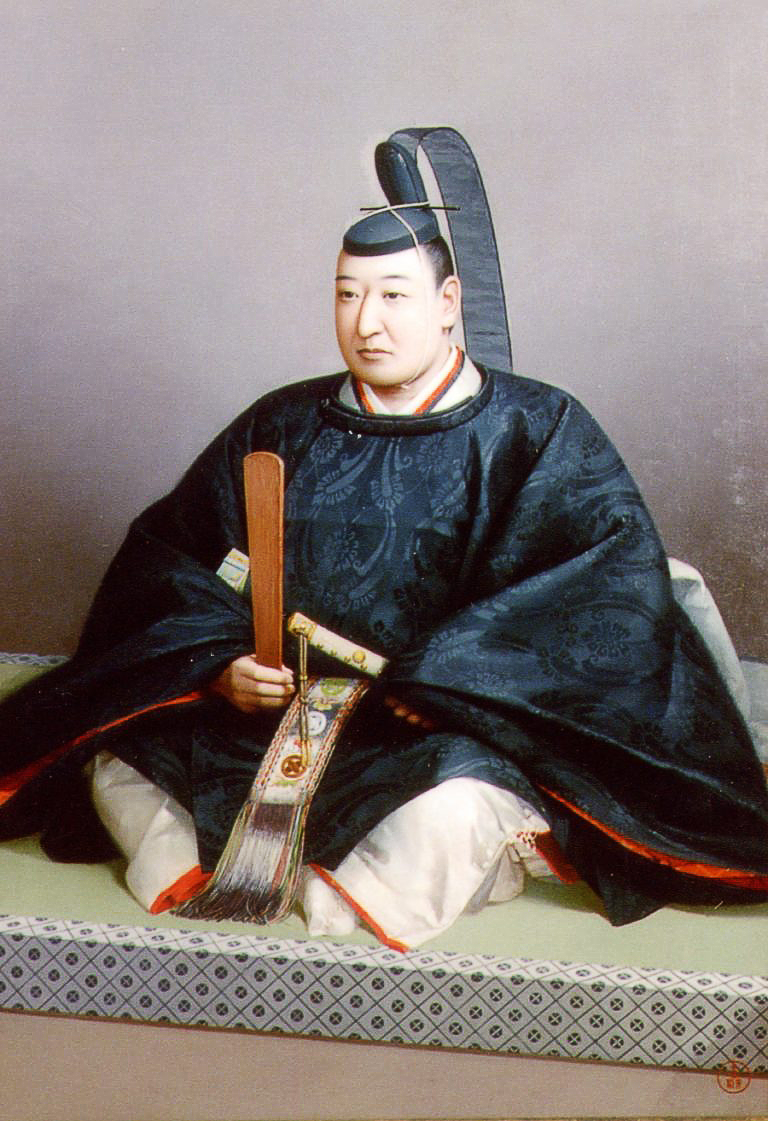
老中首座、阿部正弘

1852年7月21日（嘉永5年6月5日）、オランダ商館長のヤン・ドンケル・クルティウスは長崎奉行に「別段風説書」（幕末出島未公開文書 として保存される）を提出した。そこには、アメリカが日本との条約締結を求めており、そのために艦隊を派遣することが記載されており、中国周辺にあるアメリカ軍艦5隻と、アメリカから派遣される予定の4隻の艦名とともに、司令官がオーリックからペリーに代わったこと、また艦隊は陸戦用の兵士と兵器を搭載しているとの噂があるとも告げていた。出航は4月下旬以降になろうと言われているとも伝えた。
さらに、6月25日付のオランダ領東インド総督バン・トゥイストからの長崎奉行宛の親書（『大尊君長崎御奉行様』）を提出したが、そこにはアメリカ使節派遣に対処するオランダの推奨案として「長崎港での通商を許し、長崎へ駐在公使を受け入れ、商館建築を許す。外国人との交易は江戸、京、大坂、堺、長崎の5か所の商人に限る」など合計10項目にわたる、いわゆる通商条約素案が示されていた。また、1844年の親書のあとも開国されなかったため国王は失望しているが、もし戦争になればオランダ人にも影響がおよびかねないなどの懸念を表していた。
老中首座阿部正弘は、夏ごろには溜間詰の譜代大名にこれらを回覧した。海岸防禦御用掛（海防掛）にも意見を聞いたが、通商条約は結ぶべきではないとの回答を得た。また、長崎奉行もオランダ人は信用できないとしたため（以前にオランダ風説書でイギリスの香港総督ジョン・バウリングの渡航が予告されたがそれはなく、すべての情報が正しいわけではなかった）、幕府の対応は三浦半島の防備を強化するために川越藩・彦根藩の兵を増やした程度であった。加えて、幕府内でもこの情報は奉行レベルまでの上層部に留めおかれ、来航が予想される浦賀の与力などには伝えられていなかった。他方、外様の島津斉彬には年末までに口頭でこの情報が伝えられたようであり、斉彬は翌年のアメリカ海軍東インド艦隊の琉球渡航以降の動静を阿部正弘に報告し、両者は危機感を持ったが幕府内では少数派であった。
なお、アメリカ政府はペリーの日本派遣を決めると、オランダのヘーグに駐在するアメリカ代理公使・フォルソムを通じ、通商交渉使節の派遣とその平和的な目的を、オランダ政府が日本に通告してくれるよう依頼した。しかしこの書簡（1852年7月2日付）は、クルティウスが日本に向けジャワを出発したあとにバン・トゥイストの手元に届いたため、日本には届いていない。ただし翌年、すなわちペリーが来航した1853年（嘉永6年）提出の別段風説書では、ペリー派遣の目的は通商関係を結ぶことが目的の平和的なものであると述べている。

### 出航

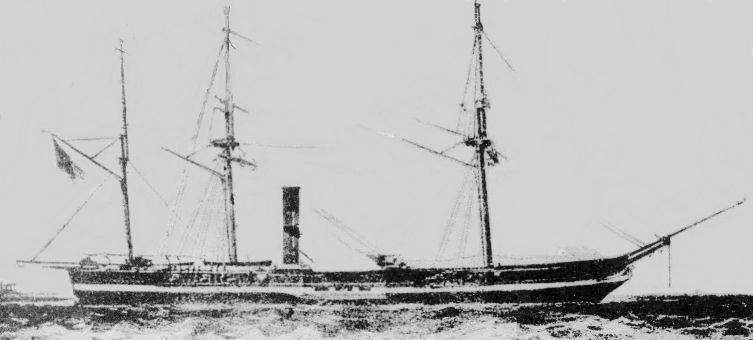
ミシシッピ号

1852年11月24日、58歳のマシュー・カルブレース・ペリー司令長官兼遣日大使を乗せた蒸気フリゲート「ミシシッピ号」は、単艦でノーフォークを出港し、一路アジアへと向かった。ペリーはタカ派の大統領フィルモア（ホイッグ党）から、琉球の占領もやむなしと言われていた。
ミシシッピは大西洋を渡り、
- マデイラ島（12月11日 - 15日）
- セントヘレナ島（1853年1月10日・11日）
- 南アフリカのケープタウン（1月24日 - 2月3日）
- インド洋のモーリシャス（2月18日 - 28日）
- セイロン（3月10日 - 15日）
- マラッカ海峡からシンガポール（3月25日 - 29日）
- マカオ・香港（4月7日 - 28日）

を経て、上海に5月4日に到着した。この間、各港で石炭補給を行った。香港でプリマス（帆走スループ）およびサプライ（帆走補給艦）と合流、上海で蒸気フリゲートサスケハナと合流した。このとき、すでに大統領は民主党のピアースに代わっており、彼の下でドッピン海軍長官は侵略目的の武力行使を禁止したが、航海途上のペリーには届いていなかった。
なお、途中マカオにてサミュエル・ウィリアムズを漢文通訳として、上海でアントン・ポートマンをオランダ語通訳として雇用し、日本への航海途中にフィルモア大統領親書の漢文版およびオランダ語版を作成している。
旅行作家ベイヤード・テイラーも途中で加わり、日本への渡航に同行した。（後に、テイラーは日本渡航を含む冒険記を著すが、知人のフランシス・ホールがこのテイラーの冒険に触発されて1859年に日本へ渡航し、貿易商として活躍する傍ら、新聞記者として日本の情報を米国に伝える大きな役割を果たした。）

### 琉球来航

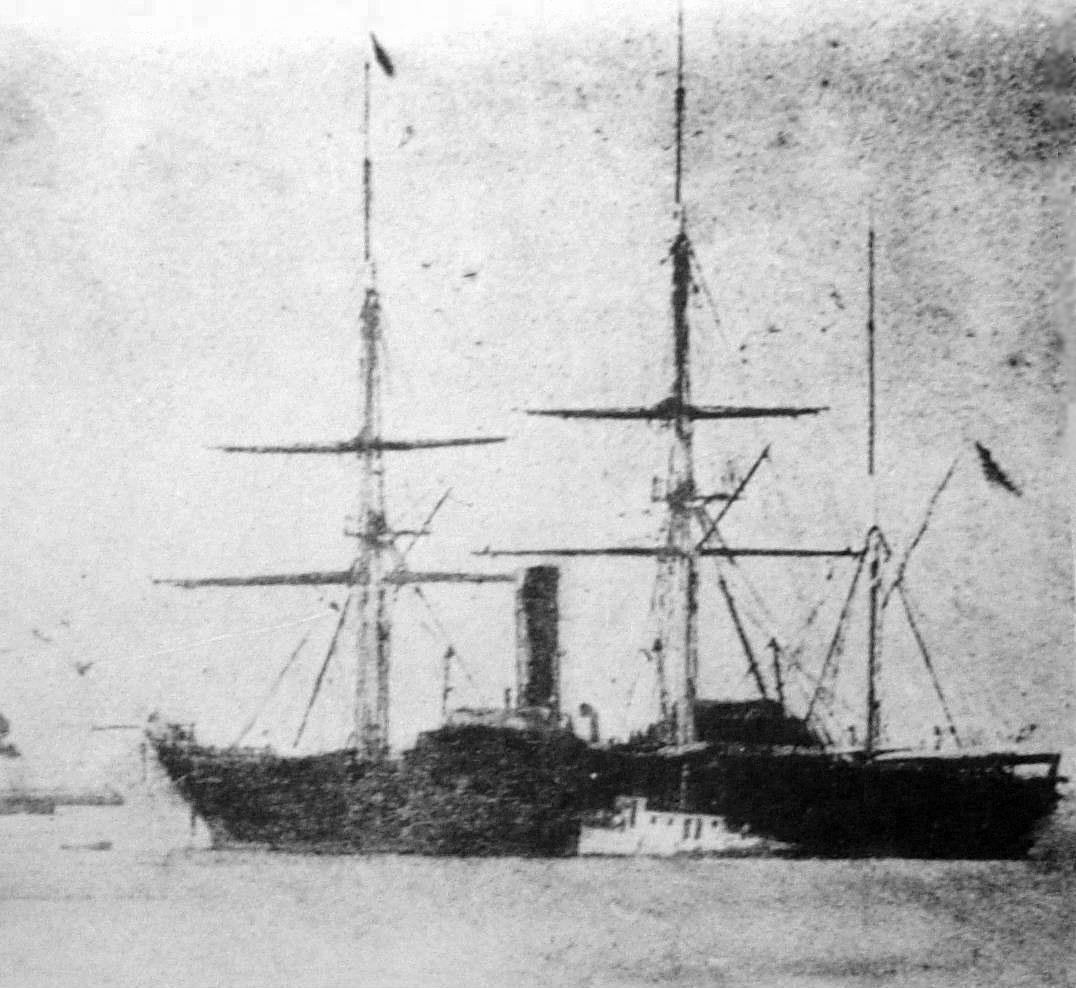
サスケハナ号

1853年6月、首里城を訪れたペリー一行

上海でサスケハナに旗艦を移したペリー艦隊は5月17日に出航し、5月26日に琉球王国（薩摩藩影響下にある）の那覇沖に停泊した。ペリーは首里城への訪問を打診したが、琉球王国側はこれを拒否した。しかし、ペリーはこれを無視して、武装した兵員を率いて上陸し、市内を行進しながら首里城まで進軍した。
琉球王国は、武具の持込と兵の入城だけは拒否するとして、ペリーは武装解除した士官数名とともに入城した。ペリー一行は北殿で茶と菓子程度でもてなされ、開国を促す大統領親書を手渡した。さらに場所を城外の大美御殿に移し、酒と料理でもてなされた。ペリーは感謝して、返礼に王国高官を「サスケハナ」に招待し、同行のフランス人シェフの料理を振る舞った。
しかし、王国が用意したもてなしは来客への慣例として行ったものにすぎず、清からの冊封使に対するもてなしよりも下位の料理を出すことで、暗黙の内にペリーへの拒否（親書の返答）を示していた。友好的に振る舞ったことで武力制圧を免れたものの、琉球王国はこのあともペリーの日本への中継点として活用された。
この当時の記録は、琉球側がまとめた『琉球王国評定所文書』に詳細に記されている。

### 小笠原探検
ペリーは艦隊の一部を那覇に駐屯させ、自らは6月9日に出航、6月14日から6月18日にかけて、まだ領有のはっきりしない小笠原諸島を探検した。このとき、ペリーは小笠原の領有を宣言したが、即座にイギリスから抗議を受け、ロシア船も抗議のために小笠原近海へ南下したため、宣言はうやむやになった。のちに日本は林子平著『三国通覧図説』の記述を根拠として領有を主張し、水野忠徳を派遣して八丈島住民などを積極的に移住させることで、イギリスやロシア、アメリカなどの当時の列強諸国に領有権を認めさせることになる。
ペリーは6月23日に一度琉球へ帰還し、再び艦隊の一部を残したまま、7月2日に大統領からの親書を手に3隻を率いて日本へ出航した。

### 浦賀来航

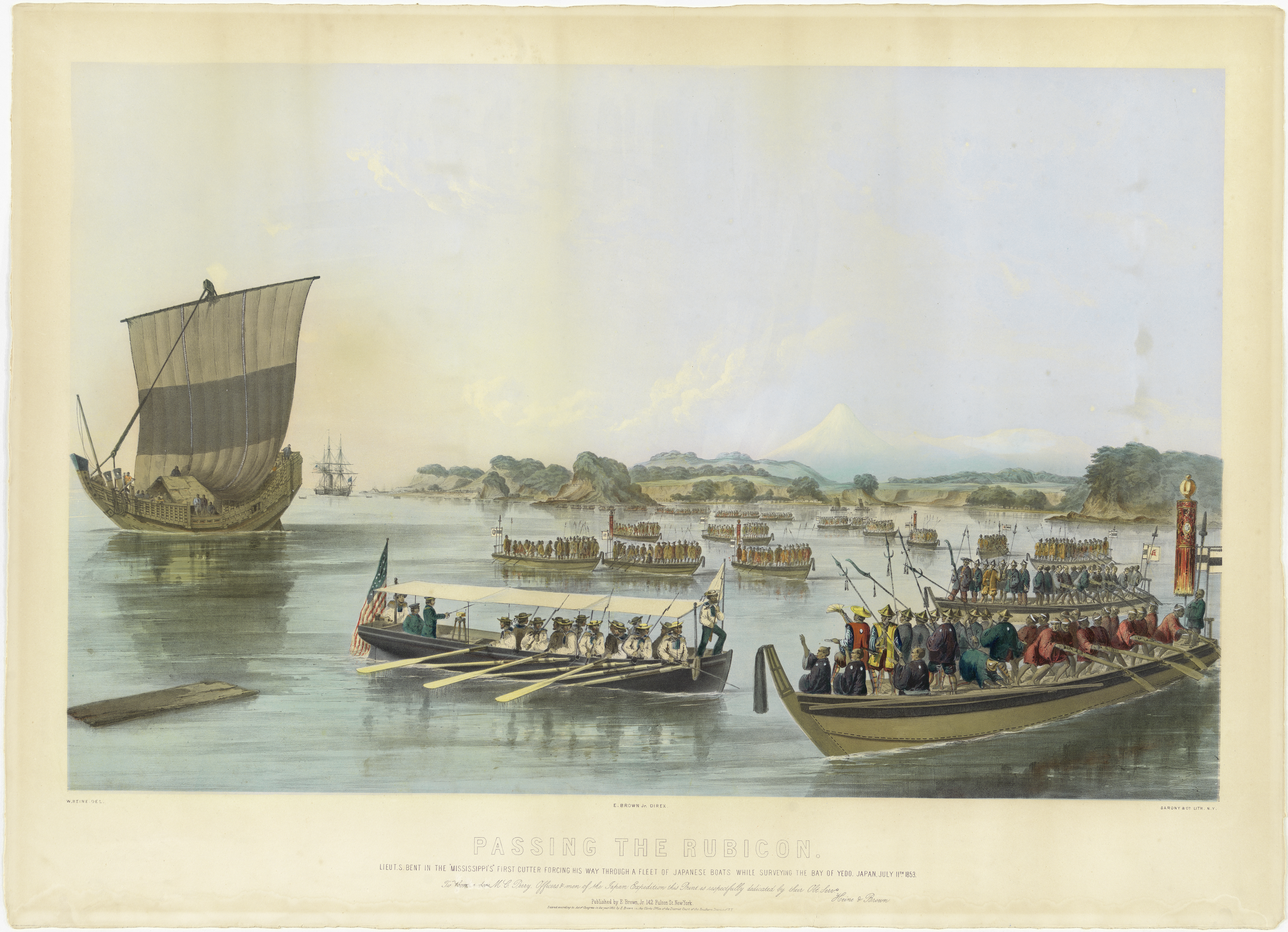
1853年7月11日、江戸湾を調査するミシシッピ号艦長サイラス・ベント（:en:Silas Bent (naval officer)）一行。

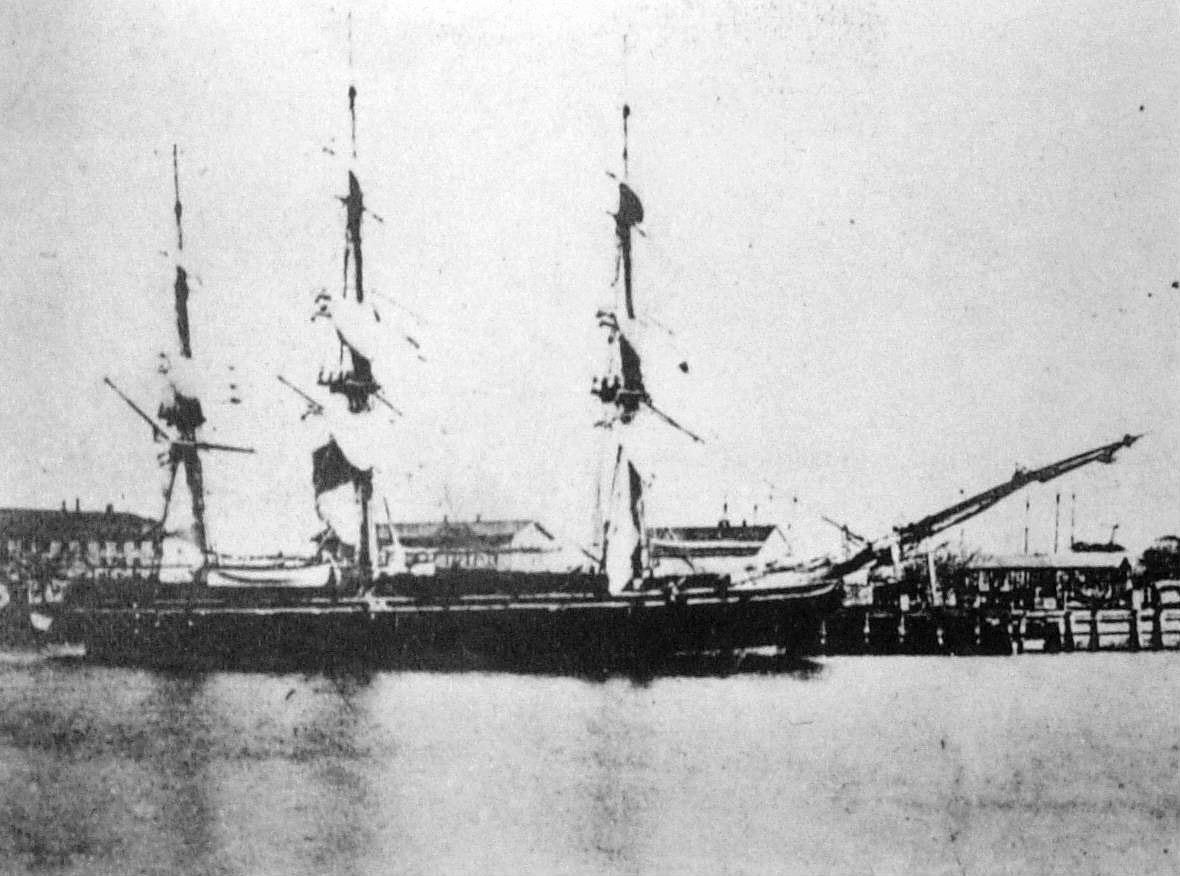
サラトガ号

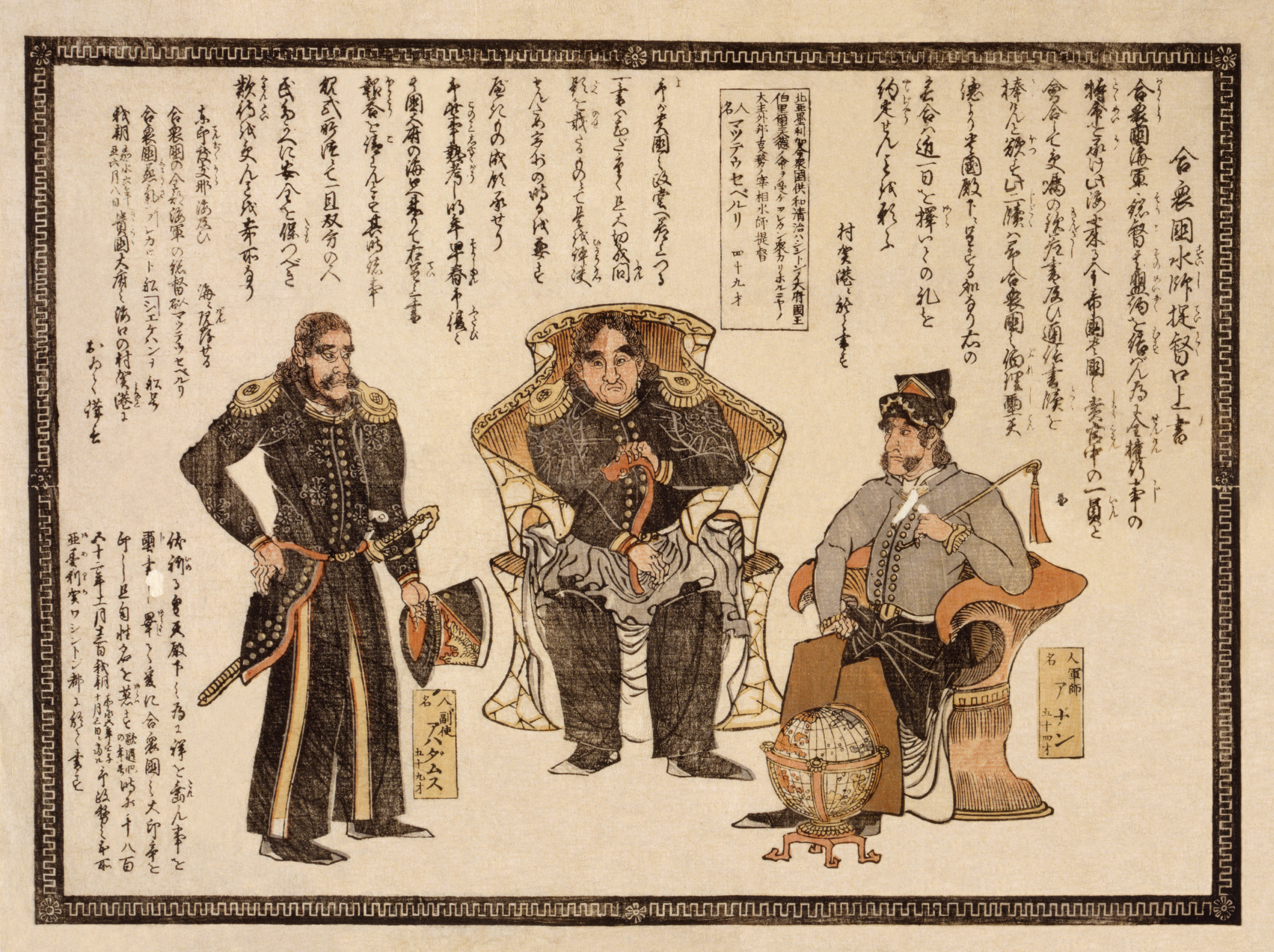
合衆国水師提督口上書（嘉永6年6月8日）
左よりヘンリー・アダムス副使（艦長）、ペリー水師提督、アナン軍使（司令官）

1853年7月8日（嘉永6年6月3日）17時に浦賀沖に現れ、停泊した。日本人が初めて見た艦は、それまで訪れていたロシア海軍やイギリス海軍の帆船とは違うものであった。黒塗りの船体の外輪船は、帆以外に外輪と蒸気機関でも航行し、帆船を1艦ずつ曳航しながら煙突からはもうもうと煙を上げていた。その様子から、日本人は「黒船」と呼んだ。
浦賀沖に投錨した艦隊は旗艦「サスケハナ」（蒸気外輪フリゲート）、「ミシシッピ」（同）、「サラトガ」（帆走スループ）、「プリマス」（USS Plymouth 同）の4隻からなっていた。大砲は計73門あり、日本側からの襲撃を恐れ臨戦態勢をとっていた。
浦賀奉行戸田氏栄は米艦隊旗艦サスケハナ（司令長官旗を掲げていたため識別可能であった）に対して、まず浦賀奉行所与力の中島三郎助を派遣し、ペリーの渡航が将軍にアメリカ合衆国大統領親書を渡すことが目的であることを把握した。サスケハナに乗艦するために中島は「副奉行」と詐称したが、ペリー側は幕府側の階級が低すぎるとして親書を預けることを拒否した。続いて翌7月9日（嘉永6年6月4日）、浦賀奉行所与力香山栄左衛門が浦賀奉行と称して訪ね、ブキャナン艦長とアダムス参謀長およびペリーの副官のコンティーと会見した。しかし対応は変わらず、親書は最高位の役人にしか渡さないとはねつけられた。香山は上司と相談するために4日の猶予をくれるように頼んだが、ペリーは3日なら待とうと答え、さらに「親書を受け取れるような高い身分の役人を派遣しなければ、江戸湾を北上して、兵を率いて上陸し、将軍に直接手渡しすることになる」と脅しをかけた。
同日、ペリーは艦隊所属の各艦から1隻ずつの武装した短艇を派遣して、浦賀湊内を測量させた。この測量は幕府側に威圧を加えるという効果をもたらした。浦賀奉行は、当然ながら抗議した。その回答は、鎖国体制下の不平等な国際関係を排除するという考えであり、日本に対して不平等な国際関を強いようとする考えが含まれていた。7月11日（嘉永6年6月6日）早朝から測量艇隊は江戸湾内に20キロほど侵入し、その護衛にミシシッピ号がついていた。その行動の裏には、ペリーの「強力な軍艦で江戸に接近する態度を示せば、日本政府（幕府）の目を覚まさせ、米国にとってより都合のいい返答を与えるであろう」との期待があった。この行動に幕府は大きな衝撃を受け、7月12日（嘉永6年6月7日）、「姑く耐認し枉げて其意に任せ、速やかに退帆せしめ後事をなさん」との見地から国書を受領し、返事は長崎オランダ商館長を通じて伝達するよう浦賀奉行井戸弘道に訓令し、対応にあたらせた。
このとき、第12代征夷大将軍徳川家慶は病床に伏せており、国家の重大事を決定できる状態にはなかった。老中首座阿部正弘は、7月11日（嘉永6年6月6日）に「国書を受け取るぐらいは仕方ないだろう」との結論に至り、7月14日（嘉永6年6月9日）にペリー一行の久里浜上陸を許し、下曽根信敦率いる幕府直轄部隊に加え、陸上を川越藩と彦根藩、海上を会津藩と忍藩が警備するなか、浦賀奉行の戸田氏栄と井戸弘道がペリーと会見した。
ペリーは彼らに開国を促す大統領フィルモアの親書、提督の信任状、覚書などを手渡したが、幕府は「将軍が病気であって決定できない」として、返答に1年の猶予を要求したため、ペリーは「返事を聞くために1年後に再来航する」と告げた。ここでは文書の受け渡しのみで何ら外交上の交渉は行われなかった。日本側の全権である浦賀奉行の戸田と井戸の2人は一言も発しなかった。
日本側は、会見が終了して2、3日すれば退去するものと考えていたが、ペリーは7月15日（嘉永6年6月10日）にミシシッピー号に移乗し、浦賀より20マイル北上して江戸の港を明瞭に望見できるところまで進み、将軍に充分な威嚇を示してから小柴沖に引き返した。
艦隊は7月17日（嘉永6年6月12日）に江戸を離れ、琉球に残した艦隊に合流してイギリスの植民地である香港へ帰った。ペリーは本国政府訓令の精神を貫徹することに成功した。
アメリカ艦隊は、アメリカ独立記念日の祝砲や、号令や合図を目的として、湾内で数十発の空砲を発射した。この件は事前に日本側に通告があったため、町民にその旨のお触れも出てはいたが、最初の砲撃によって江戸は大混乱となった。やがて空砲だとわかると、町民は砲撃音が響くたびに、花火の感覚で喜んだと伝えられる。
来航翌日には、浦賀には見物人が集まり始め、翌々日には江戸からも見物客が殺到した。佐久間象山や吉田松陰も見物に赴いている。勝手に小船で近くまで繰り出し、上船して接触を試みるものもあったが、幕府から武士や町人に対して、「十分に警戒するよう」にとのお触れが出ると、実弾砲撃の噂とともに次第に不安が広がるようになった。
このときの様子をして「泰平の眠りを覚ます上喜撰たつた四杯で夜も眠れず」という狂歌が詠まれた（作者は間部詮勝（松堂）であるとする説がある）。上喜撰とは緑茶の銘柄である「喜撰」の上物という意味であり、「上喜撰の茶を4杯飲んだだけだが（カフェインの作用により）夜眠れなくなる」という表向きの意味と、「わずか4杯（ときに船を1杯、2杯とも数える）の異国からの蒸気船（上喜撰） のために国内が騒乱し夜も眠れないでいる」という意味をかけて揶揄している。
嘉永6年来航の艦艇の概要は以下の通りである。
| 艦名                   | 艦種               | 建造年 | トン数                                      | 乗組員 | 機関出力      | 備砲                                                      |
| ---------------------- | ------------------ | ------ | ------------------------------------------- | ------ | ------------- | --------------------------------------------------------- |
| サスケハナ Susquehanna | 蒸気外輪フリゲート | 1850年 | 積載量2,450トン（bmトン） 排水量3,824英トン | 300    | 420NHP 795IHP | 150ポンドパロット砲x2 9インチダルグレン砲x12 12ポンド砲x1 |
| ミシシッピ Mississippi | 蒸気外輪フリゲート | 1841年 | 積載量1,692トン（bmトン） 排水量3,220英トン | 260    | 434NHP 650IHP | 10インチペクサン砲x8 8インチペクサン砲x2                  |
| サラトガ Saratoga      | 帆走スループ       | 1843年 | 積載量882トン（bmトン）                     | 260    | 無            | 8インチ砲x4 32ポンド砲x18                                 |
| プリマス Plymouth      | 帆走スループ       | 1844年 | 積載量989トン（bmトン）                     | 260    | 無            | 8インチ砲x8 32ポンド砲x18                                 |

### ペリー退去後の幕府の動向
ペリー退去からわずか10日後の7月27日（嘉永6年6月22日）、将軍家慶が死去した。将軍後継者の家定（嘉永6年11月23日に第13代征夷大将軍に就任）は病弱で国政を担えるような人物ではなかった。しかし老中らにも名案はなく、国内は異国排斥を唱える攘夷論が高まっていたこともあって、老中首座の阿部は開国要求に頭を悩ませた。
8月5日（嘉永6年7月1日）、阿部は、広く各大名から旗本、さらには庶民に至るまで、幕政に加わらない人々にも外交についての意見を求めたが、これは開幕以来初めてであった。国政に発言権のなかった外様大名は喜んだが、名案はなかった。これ以降は国政を幕府単独ではなく合議制で決定しようという「公議輿論」の考えだけが広がり、結果として幕府の権威を下げることとなった。

### 軍備増強
さらに阿部は、アメリカ側と戦闘状態になった場合に備えて、江戸湾警備を増強すべく8月26日（嘉永6年7月23日）に江川太郎左衛門らに砲撃用の台場造営を命じた。江川は、富津-観音崎、本牧-木更津、羽田沖、品川沖の4線の防御ラインを提案していたが、予算・工期の関係からまず品川沖に11か所の台場が造営されることとなった。
日本は1857年の来航までにアメリカが戦争をできないことを把握し、ペリーの主張とアメリカ大統領の手紙との違う点などを割り出し、有利さを獲得しようとした。
12月14日（嘉永6年11月14日）には建造途中の1 - 3番台場の守備に川越藩、会津藩、忍藩が任ぜられた。また、大船建造の禁も解除され、各藩に軍艦の建造を奨励、幕府自らも洋式帆船「鳳凰丸」を10月21日（嘉永6年9月19日）に浦賀造船所で起工した。オランダへの艦船発注も、ペリーが去ってからわずか1週間後の7月24日（嘉永6年6月19日）には決まっている。12月7日（嘉永6年11月7日）には、2年前にアメリカから帰国し土佐藩の藩校の教授となっていたジョン万次郎を旗本格として登用し、アメリカの事情などを述べさせた。

## 嘉永7年（1854年）の来航

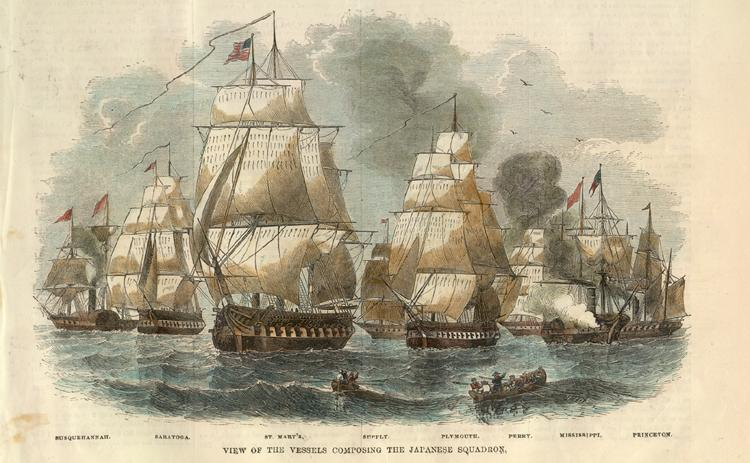
1854年、マシュー・ペリーの第二次日本訪問のための艦隊

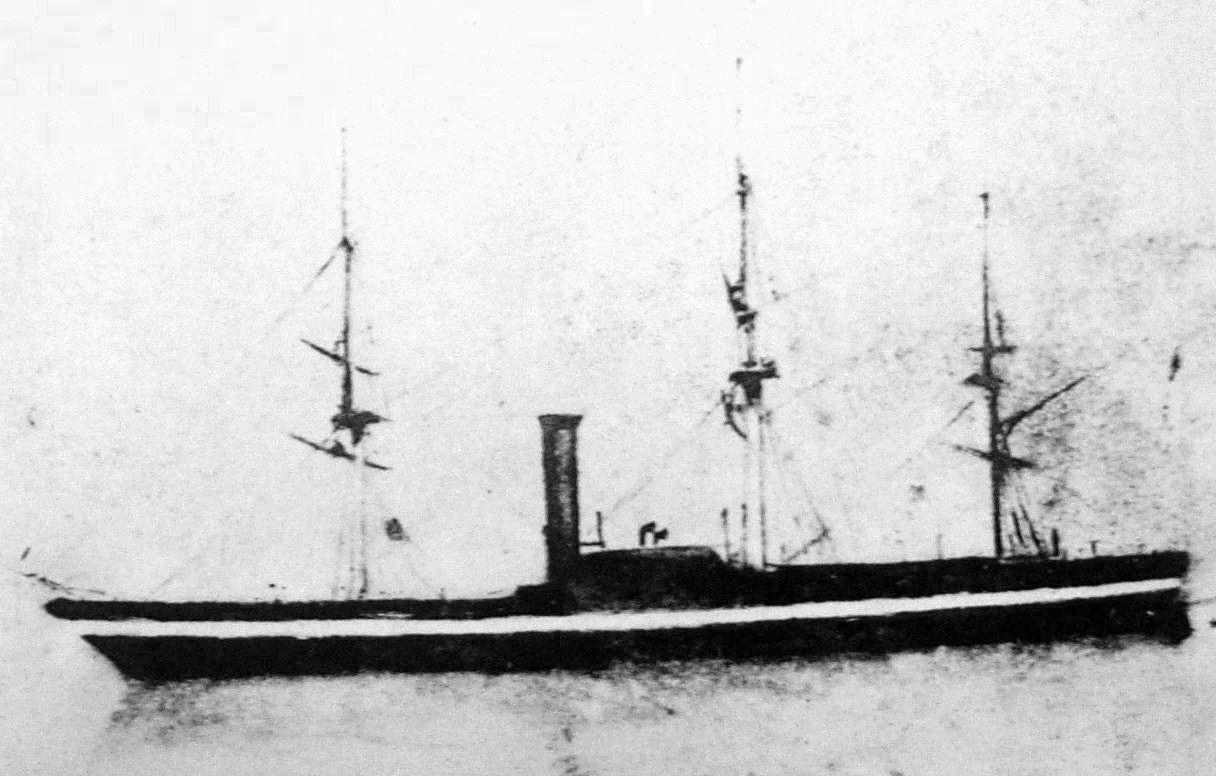
ポーハタン号

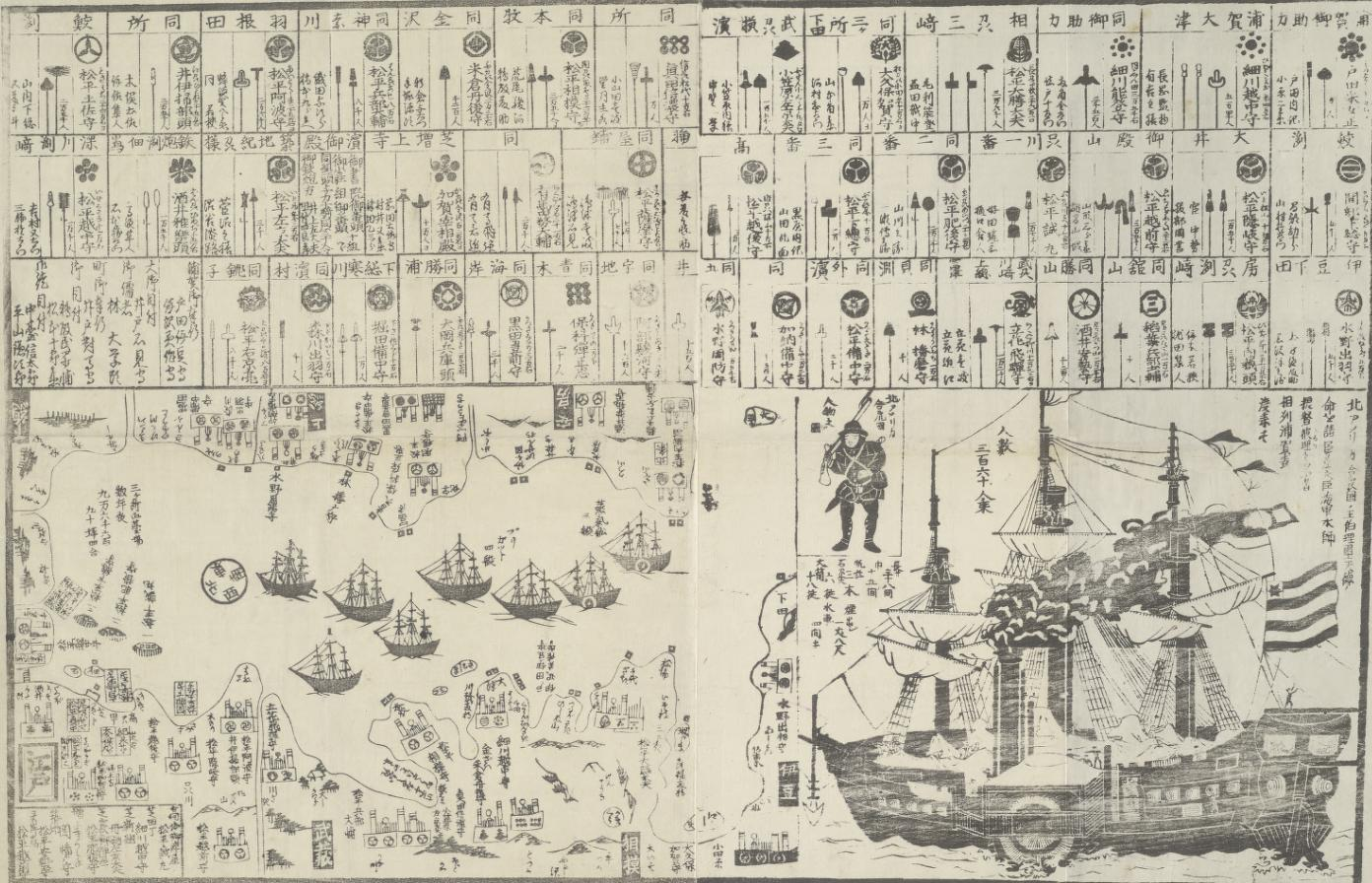
マシュー・ペリーの艦隊（1854年）

1854年6月8日、下田の了仙寺で軍事訓練を行なうペリー一行

1854年2月13日（嘉永7年1月16日）、ペリーは琉球を経由して再び浦賀に来航した。
この2回目の渡航では、主席通訳官のサミュエル・ウィリアムズは香港で雇った中国人の助手（漢文通訳）の羅森を日本への渡航へ同行させた。
2月11日（嘉永7年1月14日）に輸送艦「サザンプトン」（帆船）が現れ、2月13日（嘉永7年1月16日）までに旗艦「サスケハナ」「ミシシッピ」「ポーハタン」（以上、蒸気外輪フリゲート）「マセドニアン」「ヴァンダリア」（以上、帆走スループ）「レキシントン」（帆走補給艦）の6隻が到着した。2月12日、三浦半島の長井村沖の亀木という磯根にマセドニアン号が座礁し、浦賀奉行所が座礁事件の第一報をペリー艦隊に通報、ペリー艦隊はすぐに救助を向かわせた。奉行所と彦根藩が助力を申し出たが、日本側の救助活動を待たずに、ミシシッピ号が到着してロープで引き出した。日本側は海浜に打ち上げられたバラストを拾い上げ、20マイルも離れた艦隊まで送り届けた。なお、江戸湾到着後に旗艦は「ポーハタン」に移った。2月13日から浦賀奉行所の組頭・黒川嘉兵衛とペリー側のアダムス中佐で、応接の場所について折衝が始まった。奉行所は浦賀の館浦に応接所を建てたが、ペリー側は納得せず、ようやく2月27日になって横浜で決着した。3月6日、横浜に応接所が完成し、3月8日、アメリカ側は総勢446人が横浜に上陸した。3月4日（嘉永7年2月6日）に「サラトガ」（帆走スループ）、3月19日（嘉永7年2月21日）に「サプライ」（帆走補給艦）が到着し、当時としては大規模な計9隻の艦隊が江戸湾に集結し、江戸は大きな動揺を受けた。一方で、やはり浦賀には見物人が多数詰めかけ、観光地のようになっていた。また、勝手に舟を出してアメリカ人と接触する市民もいた。
突然の大艦隊の来航に幕府は驚いたものの、前回の来航のとき同様に日本側もアメリカ側も敵対的な行動を取ることはなく、アメリカ側は船上で日本側の使いに対しフランス料理を振る舞って歓迎した。日本人は鯛を喜ぶという情報を仕入れていたアメリカ側は、鯛を釣って料理するなど、日本側を意識した部分が料理にあった。アメリカ側の記述によると、最後に本来ならメニューを持ち帰るべきところを料理そのものを懐紙に包んでもって帰り、しかも、さまざまな料理を一緒くたに包んでいたことに驚いたという。ただしこの振る舞いは本膳料理には『硯蓋』という揚げ菓子があり、それを持って帰るのが作法であることに由来したものであった。
その応饗として、横浜の応接所で最初の日米の会談が行われたあと、日本側がアメリカ側に本膳料理の昼食を出した。料理は江戸浮世小路百川が2,000両で請け負い、300人分の膳を作った。2,000両を現代の価値に計算すると約1億5,000万円近く、1人あたり50万円になる。最上級の食材を使い、酒や吸い物、肴、本膳、二の膳、デザートまで100を超える料理が出された。しかし、「肉料理が出ないのは未開であるため」という偏見や、総じて生物や薄味の料理が多かったこと、1品あたりの量がアメリカ人にとっては少なかったことから、ペリーは「日本はもっといいものを隠しているはずだ」と述懐している。ただし、「日本はできる限りのことをやった」と述べたアメリカ側の人物もいる。その後、日本側は何かにつけてアメリカ側に料理を食べに行ったとされる。。
3月8日の横浜応接所での交渉において、日本側はアメリカ大統領の親書に対して、薪水、食料、石炭の供与および難破船と漂流民救助の件は了承するが、通商の件は承諾できないと回答した。林大学頭とペリーの応酬の結果、ペリーは通商の要求を取り下げた。翌3月9日、日本側がペリーに、避難港の開港に関しては5年間の猶予期間を置き、それまでの間は長崎を充てるとする書簡を渡した。3月10日、ペリー側からアメリカの土産を献上したいと提案があり、3月13日に献上品の目録と返礼品の目録が渡された。蒸気機関車の4分の1モデルをはじめ、献上品は全部で140点にのぼった。3月11日にはアメリカ側から即刻の開港と条約締結を要求する書簡が届けられた。3月15日、日本側は以前と同じ内容の条約草案を渡した。3月17日、横浜の応接所で会談が行われ、アメリカ側は3月24日までに数か所の開港を要求した。3月19日、林大学頭らは江戸に戻り、老中と相談。3月24日、横浜会談において、下田と箱館の2港開港が合意された。3月28日、横浜での会談で、ペリーは下田の遊歩区域と下田にアメリカ人の役人を駐在させることを要求したが、林は貿易を始めるなら必要となろうが、たまに薪水食料を供与するだけであるため、応じかねると返答。18か月後に来るアメリカの使節と再度話し合うことで合意した。3月29日に徒目付の平山謙次郎らを派遣して協議の結果、遊歩地の件は7里四方で、開港日は条約上では即刻、実際は来年4月か5月で、条約調印の日は3月31日で合意した。3月30日、平山を派遣し、条約草案を互いに示して相談した。条約の調印形式について、ペリー側は諸国の慣例通りに、林、井戸、ペリーの名前を一列に書く案を提示したが、日本側はそれぞれの署名を別紙に認めて交換するよう主張し、押し通した。
約1か月にわたる協議の末、3月31日（嘉永7年3月3日）、ペリーは約500名の将官や船員とともに武蔵国神奈川近くの横浜村（現・神奈川県横浜市）に上陸し日本側から歓待を受け、その後林復斎（日本側全権・応接掛（特命全権大使）に任命）を中心に交渉が開始され、全12か条におよぶ日米和親条約（神奈川条約）が締結されて日米合意は正式なものとなり、3代将軍徳川家光以来200年以上続いてきた鎖国が解かれた（直後の4月25日に吉田松陰が外国留学のため密航を企てポーハタン号に接触している）。その後、5月下旬（嘉永7年4月下旬）に視察のため箱館港に入港、松前藩家老格・松前勘解由に箱館港に関する取り決めを求めるが、権限がないとして拒絶される。箱館から戻ったあと、伊豆国下田（現・静岡県下田市）の了仙寺へ交渉の場を移し、6月17日（嘉永7年5月22日）に和親条約の細則を定めた全13か条からなる下田条約を締結した。
ペリー艦隊は6月25日（嘉永7年6月1日）に下田を去り、帰路に立ち寄った琉球王国とも正式に通商条約を締結させた。ペリーはアメリカへ帰国後、これらの航海記『日本遠征記』（現在でもこの事件の一級資料となっている）をまとめて議会に提出したが、条約締結の大役を果たしたわずか4年後の1858年に63歳で死去した。その後、アメリカは熾烈な南北戦争に突入し、日本や清に対する影響力を失い、結局イギリスやフランス、ロシアが日本と関係を強めたうえに、清に対する影響力を拡大してしまった。
昭和20年（1945年）9月2日、東京湾の戦艦ミズーリ艦上で日本の降伏文書調印式が行われた際、このときのペリー艦隊の旗艦「ポーハタン」号に掲げられていたアメリカ国旗が本国より持ち込まれ、その旗の前で調印式が行われた。1854年7月に琉球からペリー艦隊に送られた梵鐘はアナポリス海軍兵学校に飾られ、同学校フットボール優勝祝賀会で鳴らされていたが、1987年に沖縄に返還されている。この鐘は正式名称を「旧大安禅寺鐘」、通称「護国寺の鐘」といい、1456年製造という。
嘉永7年来航の艦艇の概要は以下の通り。
| 艦名                       | 艦種               | 建造年     | トン数                                      | 乗組員        | 機関出力      | 備砲                                                           |
| -------------------------- | ------------------ | ---------- | ------------------------------------------- | ------------- | ------------- | -------------------------------------------------------------- |
| ポーハタン Pawhatan        | 蒸気外輪フリゲート | 1852年     | 積載量2,415トン（bmトン） 排水量3,765英トン | 289           | 420NHP 795IHP | 11インチダールグレン砲x1 9インチダールグレン砲x10 12ポンド砲x5 |
| サスケハナ Susquehanna     | 蒸気外輪フリゲート | 1850年     | 積載量2,450トン（bmトン） 排水量3,824英トン | 300           | 420NHP 795IHP | 150ポンドパロット砲x2 9インチダルグレン砲x12 12ポンド砲x1      |
| ミシシッピ Mississippi     | 蒸気外輪フリゲート | 1841年     | 積載量1,692トン（bmトン） 排水量3,220英トン | 260           | 434NHP 650IHP | 10インチペクサン砲x8 8インチペクサン砲x2                       |
| サラトガ Saratoga          | 帆走スループ       | 1843年     | 積載量882トン（bmトン）                     | 260           | 無            | 8インチ砲x4 32ポンド砲x18                                      |
| マセドニアン Macedonian    | 帆走フリゲート     | 1852年改造 | 積載量1,341トン（bmトン）                   | 489（改造前） | 無            | 8インチ砲x6 32ポンド砲x16                                      |
| バンダリア Vandalia        | 帆走スループ       | 1848年改造 | 積載量770トン（bmトン）                     | 150           | 無            | 8インチ砲x4 32ポンド砲x16                                      |
| サウサンプトン Southampton | 帆走補給艦         | 1845年     | 積載量567トン（bmトン）                     | 不明          | 無            | 42ポンド砲x2                                                   |
| レキシントン Lexington     | 帆走補給艦         | 1843年改造 | 積載量691トン（bmトン）                     | 190（改造前） | 無            | 32ポンド砲x6                                                   |
| サプライ Supply            | 帆走補給艦         | 1846年購入 | 積載量547トン（bmトン）                     | 60            | 無            | 24ポンド砲x4                                                   |

## 事例

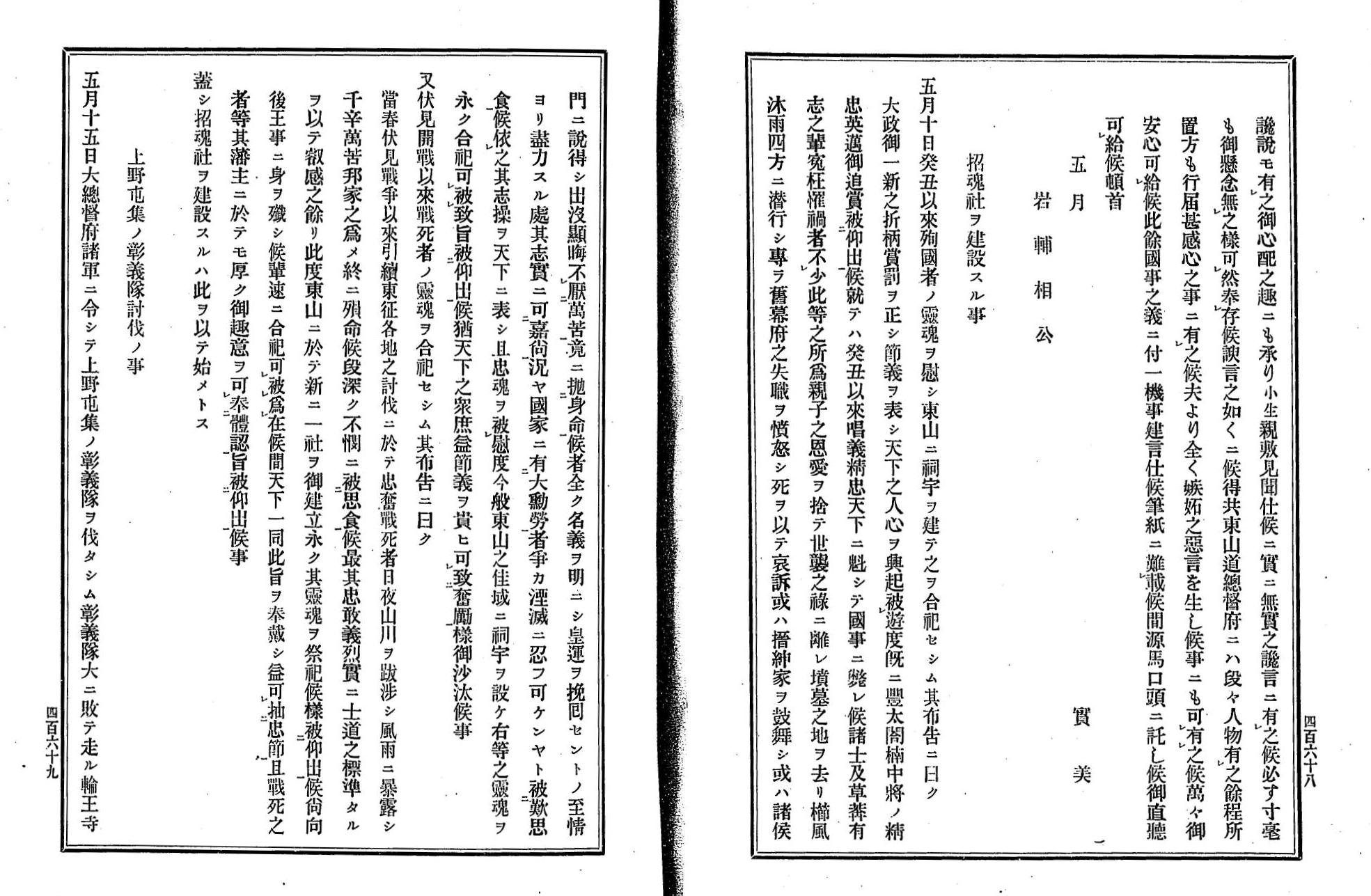
岩倉具視「招魂社を建設する事」

### 贈答品
1830年代から50年代にかけ、アメリカでは衣服製造用のミシンが発達していたが、1854年（嘉永7年）の2度目の来航のときには、ペリーから徳川将軍家にはミシンが送られたとされている。他、ペリー側から贈られたものは蒸気機関車の4分の1模型、電信機、銀板写真機、ピストル、望遠鏡など約140点。なかには、世界有数の高額本として知られる図鑑『アメリカの鳥類』も含まれていた。
日本側から贈られたものは、硯箱、絹織物、漆器、陶磁器、剣2振、火縄銃3丁、米200俵と鶏300羽を力士に運ばせた。

### 招魂社（靖国神社）の設立
岩倉具視の著述記録のうち「招魂社を建設する事」によれば、1869年に招魂社（靖国神社の前身）が設立されたのは、黒船来航以来の殉国者と伏見戦争（戊辰戦争）の殉国者をあわせて慰霊するためである。
同文書は「五月十日癸丑以来殉国者の 霊魂を慰し 東山に祠宇を建て 之を合祀せしむ」としており、「五月十日癸丑」は1度目の来航のあった1853年の6月16日にあたる。この慰霊にともない東京府麹町区九段には招魂社が設置され、その境内に日本で初めての西洋式の競馬場が作られた。

## 疑問視される事例
特定の資料によってのみ伝えられるため、日本史の専門家から疑問視されている。

### 白旗伝説
ペリーは最初の浦賀来航の際に幕府に旗を2本贈っているが、旗の種類および贈った目的は不明である。この件に関して高麗環文書では、「開国か降伏か」を迫る文書を同時に渡したとされる。「2本の旗のうちひとつは白旗であり、降伏の際に用いる旗である」と説明されていたという。ただし同文書に記載された内容は当時の状況と矛盾する点が多く、日本史の専門家からは一部を除き偽書と判断されている。なお、香山栄左衛門と応接した際にサスケハナのフランクリン・ブキャナン艦長は「白旗」について言及しているが、「降伏勧告」については記録にはない。

### 砲撃戦
ペリーの『日本遠征記』によると、2度の来航で100発以上の空砲を祝砲、礼砲、号砲の名目で撃っており、日本側史料には、事前に日本側にこれらが行われることが伝えられ、さらに市民にもお触れが出ていたにもかかわらず、これが大混乱を巻き起こしたことが記録されているが、いずれも空砲であり被害はない。ところが、来航した「ポーハタン」以下7隻のうち、蒸気船2隻と帆船3隻が安房国（千葉県）洲崎を砲撃したと日本側の古文書にある。
事件は1854年2月20日（嘉永7年1月23日）丑の下刻、洲崎を警護する備前岡山藩陣地への砲撃であった。艦船の砲弾は陣地の手前10メートルほどの海中に落下した。備前藩は非常召集を行い大砲5門をもって砲撃、蒸気船2隻は逃走したが、帆船3隻に命中した。備前の守備隊は舟艇で帆船への乗船を試み、反撃を受けて300名ほどが死傷したが、3隻を「御取り上げ」（拿捕）した。しかし、この事件は2月27日（旧暦2月1日）の記録を最後に途絶えている。
この日の事件を受けて土佐藩では、1854年2月21日（嘉永7年1月24日）、土佐藩士の明神善秀が山内容堂より、安芸郡奉行を仰せつけられ、異国船打払令に基づき、異国船打払い御用を仰せつけられている。

## 逸話

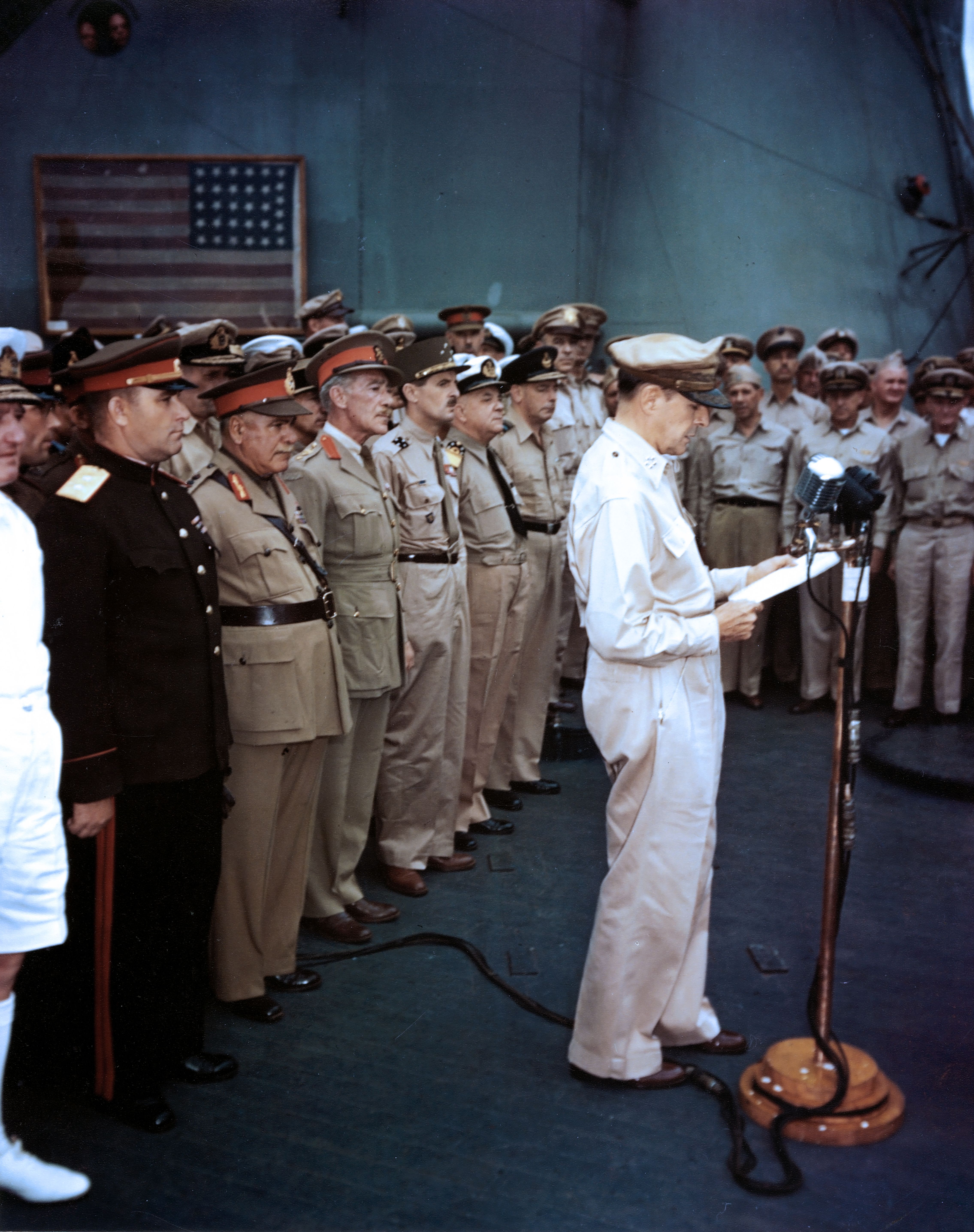
アメリカ海軍の戦艦ミズーリで日本の降伏を行う際、左上にある31州旗は、黒船来航時の星条旗である。

第二次世界大戦後の1945年、アメリカ合衆国が日本を占領した際、最高司令官のダグラス・マッカーサーはペリーと比較されることがあり、類似点がしばしば指摘される。
マッカーサーはペリー提督が4隻の軍艦を率いて日本にやってきたときに旗艦のポーハタンが停泊したのと緯度・経度がまったく同じ場所に停泊させたとされる。
なお、降伏前の1941年12月7日（日本時間8日）、大日本帝国海軍による真珠湾攻撃の際に、ホワイトハウスに31州の星条旗を掲げた。これはペリーのように再び日本を開国させるという意味合いである。